# Бидыло
Бидыло (укр. Бідило) — село на берегу Бидыловского водохранилища. Входит в Алексеевский сельский совет, Краснокутский район, Харьковская область.
Код КОАТУУ — 6323580302. Население по переписи 2001 года составляет 142 (63/79 м/ж) человека.

## Географическое положение
Село Бидыло находится в балке Крестовая по которой протекает пересыхающий ручей с запрудами.
Примыкает к селу Княжа Долина.

## История
- 1750 — дата основания.